# Clarisse Tremblay
Pour les articles homonymes, voir Tremblay.
Clarisse Tremblay (21 mai 1951 - 22 avril 1999) est une poète, journaliste et enseignante québécoise.

## Biographie
Clarisse Tremblay est née aux Éboulements dans Charlevoix. Elle est mariée à Geoffrey Edwards et a un fils prénommé Ismaël.
Elle fait des études en musique à l'École Normale de musique du Collège Marguerite-Bourgeoys à Montréal, ainsi que des études en littérature à l'Université de Montréal. Elle enseigne la musique dans une école secondaire de la Côte-Nord pendant deux ans, puis retourne aux études en journalisme, en littérature et en musique. Durant ses études à la maîtrise et au doctorat, elle travaille comme recherchiste pigiste, auteure et animatrice à la télévision ainsi qu'à la radio de Radio-Canada. Elle termine un doctorat en littérature québécoise de l'Université Laval en 1993. Elle travaille comme journaliste pigiste pour différentes revues dont La Revue Desjardins, Ma Caisse et Santé Société. À partir de 1991, elle enseigne la littérature au Cégep de Sainte-Foy.
Son premier livre de poésie, Jusqu'à la moelle des fièvres, est lancé en 1986. Il s'agit de prose poétique, avec des majuscules, mais sans ponctuation. Si la critique salue la variété des thématiques et la capacité déconcertante des métaphores, le jeu de modification d'expressions connues s'avère moins apprécié.
En 1995 paraît son deuxième livre Malgré la vieillesse du soleil. Ce recueil mélange les paroles d'enfant, les expressions quotidiennes ainsi que des paraphrases de poètes connus. La critique souligne la «maturité exemplaire» de son écriture.
Au cours de sa vie, elle publie trois recueils de poèmes, ainsi que des essais et des textes dans des revues. Un quatrième livre de poésie est publié à titre posthume, intitulé Soif de tes eaux. Ses textes de création sont aussi publiés dans Rencontres québécoises et dans Estuaire. Sa thèse de doctorat est constituée d'un roman intitulé L'amour à cinq heures et d'un essai qui l'accompagne.
Elle décède prématurément en avril 1999,.
Un programme de bourses a été nommé en son honneur au Cégep de Sainte-Foy, les Bourses Clarisse-Tremblay, pour encourager les étudiants qui participent à un concours d'écriture ou à une activité littéraire.
En 2009, pour le 10e anniversaire de son décès, la bibliothèque Laure-Conan dans Charlevoix a proposé une soirée de poésie en son hommage lors de la Journée mondiale de la poésie.

## Publications

### Poésie
- Jusqu'à la moelle des fièvres, Trois-Rivières, Écrits des Forges, Collection Les Rivières, 1986, 51 p.  (ISBN 2-8904-6092-4).
- Malgré la vieillesse du soleil, Trois-Rivières, Écrits des Forges, 1995, 112 p.  (ISBN 2-8904-6371-0).
- Brisants, Saint-Hippolyte, Éditions du Noroît, 1998, 52 p.  (ISBN 2-8901-8415-3).
- Soif de tes eaux, Montréal, Éditions du Noroît, 2002, 80 p. (publication posthume) (ISBN 2-8901-8475-7).
- L'immobile du voyage, dans Un lac un fjord VI (recueil collectif), Chicoutimi, Association professionnelle des écrivains de la Sagamie / Les éditions JCL, 1999, p. 29-35  (ISBN 978-2-89431-202-5).

### Thèse
- L'amour à cinq heures : de la tentation à l'acte autobiographique (un roman et un essai), Québec, Université Laval, Thèse de doctorat en littérature, 1993, 247 p.  (ISBN 978-0-3158-2331-0)[5].

## Prix et honneurs
- 1987 : Finaliste pour le prix Émile-Nelligan pour Jusqu'à la moelle des fièvres[8]